# Colpodium gillettii
Colpodium gillettii är en gräsart som beskrevs av Norman Loftus Bor. Colpodium gillettii ingår i släktet Colpodium, och familjen gräs. Inga underarter finns listade i Catalogue of Life.